# باشگاه فوتبال بریستول راورز
باشگاه فوتبال بریستول راورز (به انگلیسی: Bristol Rovers F.C.) یک باشگاه فوتبال در شهر بریستول، کشور انگلستان است که در سال ۱۸۸۳ میلادی تأسیس شده‌است.